# Marijaš
Marijaš lub Bogdaš – szczyt w Górach Dynarskich. Leży w Kosowie, blisko granic z Albanią i Czarnogórą. Należy do pasma Gór Północnoalbańskich.